# (9507) Gottfried
(9507) Gottfried est un astéroïde de la ceinture principale.

## Description
(9507) Gottfried est un astéroïde de la ceinture principale. Il fut découvert le 30 septembre 1973 à l'Observatoire Palomar par Cornelis Johannes van Houten, Ingrid van Houten-Groeneveld et Tom Gehrels. Il présente une orbite caractérisée par un demi-grand axe de 2,34 UA, une excentricité de 0,23 et une inclinaison de 8,4° par rapport à l'écliptique.
L'astéroïde est nommé en référence à Gottfried, duc de Brabant et frère d'Elsa von Brabant, changé en cygne par Ortrud, l'épouse de Telramund, dans l'opéra Lohengrin de Richard Wagner. À la mort d'Ortrud, Gottfried redevient humain.

## Compléments